# Moldenhawera blanchetiana
Moldenhawera blanchetiana är en ärtväxtart som beskrevs av Louis René Tulasne. Moldenhawera blanchetiana ingår i släktet Moldenhawera och familjen ärtväxter. Inga underarter finns listade i Catalogue of Life.